# Dacryopilumnus
Dacryopilumnus (лат.) — род крабов, единственный в составе семейства Dacryopilumnidae из подсекции Heterotremata. Известно 2 современных вида. Индийский и Тихий океаны.

## Описание
Карапакс поперечно овальный до субшестиугольного, дорсально выпуклый; переднебоковые края короткие, с закрытыми фиссурами, кажутся целыми; передний край чрезвычайно широкий, намного шире заднего края, усечённый, дефлексированный. Орбиты округлые, не закрыты; внешний край равен наибольшей ширине карапакса; расположены дорсо-постернально так, что инфраорбитальный край хорошо виден дорсально; глаза большие, полностью видны в дорсальном поле. Антенны расположены на некотором расстоянии от орбит и лобного края. Клешни неравные, довольно толстые, пальцы короткие; правая клешня без специального режущего зуба гастропод. Ходильные ноги короткие. Второй гонопод самца с дистальной частью длиннее субдистальной, резко становится очень тонким вдоль терминального участка.

## Классификация
Род включает два современных вида и выделяется в монотипическое семейство Dacryopilumnidae Serène, 1984, которое вместе с Dairidae образует надсемейство Dairoidea Serène, 1965 выделяется в надсемейство Dairidoidea Serène, 1965 из подсекции Heterotremata.
- Dacryopilumnus eremita Nobili, 1906[1]
- Dacryopilumnus rathbunae Balss, 1932